# 四国中央市立上分小学校
四国中央市立上分小学校（しこくちゅうおうしりつ かみぶんしょうがっこう）は、愛媛県四国中央市上分町にある公立小学校。略称は上分小（かみぶんしょう）、上小（かみしょう）。

## 沿革
- 1874年（明治7年） - 城山学校（現：川之江小学校）の分校として、民家を借用して開校[1]。
- 本校から独立し、「轟山小学校[2]」に改称[3][4]。
- 1954年（昭和29年）11月1日 - 町村合併に伴い、「川之江市立上分小学校」に改称。
- 1980年（昭和55年）3月 - 鉄筋コンクリート造3階建ての普通教室棟を落成[5]。
- 1982年（昭和57年）3月 - 鉄筋コンクリート造3階建ての普通教室棟を落成[5]。
- 1983年（昭和58年）3月 - 鉄筋コンクリート造3階建ての特別教室棟を落成[5]。
- 1991年（平成3年）3月 - 鉄筋コンクリート造2階建ての特別教室棟と、同造平屋建ての給食棟を落成[5]。
- 2001年（平成13年）7月15日 - 鉄筋コンクリート造平屋建ての新体育館を落成[6][5]。
- 2004年（平成16年）4月1日 - 市町村合併に伴い、「四国中央市立上分小学校」に改称。

## 通学区域
上分町

## 進学先中学校
- 四国中央市立川之江南中学校（全域）[8]

## 周辺
- 四国中央市立おやこ図書館
- 上分公民館
- HITO病院
- 四国中央市立川之江南中学校
- 上分郵便局
- 向山公園
- 松山自動車道上分PA